# Блакитное (Ореховский район)
Блакитное (укр. Блакитне) — село,
Новотроицкий сельский совет,
Ореховский район,
Запорожская область,
Украина.
Код КОАТУУ — 2323986202. Население по переписи 2001 года составляло 90 человек.

## Географическое положение
Село Блакитное находится в 2,5 км от правого берега реки Конка,
на расстоянии в 1 км от сёл Жёлтая Круча и Одаровка.
По селу протекает пересыхающий ручей с запрудой.
Рядом проходят автомобильная дорога Т-0803 и
железная дорога, станция Общая в 7-и км.

## История
- Основано как село Тарасовка.